# Necessary
Singles de Every Little Thing
Forever Yours
(1998) Over and Over
(1999)
Necessary (titré NECESSARY) est le dixième single d'Every Little Thing.

## Genèse
Le single, écrit, composé et produit par Mitsuru Igarashi, sort le 30 septembre 1998 au Japon sur le label Avex Trax, au format mini-CD single de 8 cm de diamètre (alors la norme pour les singles dans ce pays), trois mois après le précédent single du groupe, Forever Yours. Il atteint la 2e place du classement des ventes de l'Oricon, et reste classé pendant huit semaines. 
Le single ne contient qu'une chanson, dans trois versions différentes : sa version originale, sa version instrumentale, et une version remixée par Bobby D'Ambrosio.
La chanson-titre est utilisée comme thème musical pour une publicité. Elle figurera uniquement sur la première compilation du groupe, Every Best Single +3, qui sortira six mois plus tard en 1999. Elle sera à nouveau remixée sur son album de remix Super Eurobeat Presents Euro Every Little Thing de 2001. Elle sera aussi reprise en version acoustique sur son album de reprises Acoustic : Latte de 2005.

## Liste des titres
La chanson originale est écrite, composée et arrangée par Mitsuru Igarashi.
| CD    | CD                                              | CD    | CD | CD | CD | CD | CD | CD | CD |
| No    | Titre                                           | Durée |    |    |    |    |    |    |    |
| ----- | ----------------------------------------------- | ----- | -- | -- | -- | -- | -- | -- | -- |
| 1.    | Necessary (NECESSARY)                           | 3:47  |    |    |    |    |    |    |    |
| 2.    | Necessary (D'Ambrosio Club Mix) (NECESSARY ...) | 7:35  |    |    |    |    |    |    |    |
| 3.    | Necessary (Instrumental) (NECESSARY ...)        | 3:46  |    |    |    |    |    |    |    |
| 15:08 |                                                 |       |    |    |    |    |    |    |    |